# Шандра пурпуровая
Шандра пурпуровая (лат. Marrubium purpureum) — многолетнее растение, вид рода Шандра (Marrubium) семейства Яснотковые (Lamiaceae).

## Распространение и экология
Встречается в Закавказье и Иране. Эндемик.
Растёт по каменистым местам в среднем поясе гор.

## Ботаническое описание
Растение высотой 20—35 см.
Стебли приподнимающиеся, грубые.
Нижние листья широкояйцевидные, почти округлые, крупно городчатые, на черешках длиной 2—4 см; прицветные — продолговатые, к основанию клиновидно суженные, на верхушке зубчатые, почти сидячие, сверху сероватые, шелковистые, снизу серые, морщинистые.
Соцветие ветвистое, состоящее из многочисленных ложных мутовок; прицветники шиловидные, остроконечные, почти равны чашечке; чашечка с пятью короткими, прямыми зубцами, в 2—3 раза короче трубки; венчик пурпуровый.
Орешки удлинённо-эллиптические, тёмно-бурые.

## Классификация
Вид Шандра пурпуровая входит в род Шандра (Marrubium) подсемейства Яснотковые (Nepetoideae) семейства Яснотковые (Lamiaceae) порядка Ясноткоцветные (Lamiales).
|  |                                      |  |                                                             |                                                             |                      |  | ещё 21 семейство (согласно Системе APG II) | ещё 21 семейство (согласно Системе APG II)  |                                             |  |  |  | ещё более 50 родов | ещё более 50 родов    |  |  |
|  |                                      |  |                                                             |                                                             |                      |  | ещё 21 семейство (согласно Системе APG II) | ещё 21 семейство (согласно Системе APG II)  |                                             |  |  |  | ещё более 50 родов | ещё более 50 родов    |  |  |
|  |                                      |  |                                                             | порядок Ясноткоцветные                                      |                      |  |                                            |                                             | подсемейство Яснотковые                     |  |  |  |                    | вид Шандра пурпуровая |  |  |
|  |                                      |  |                                                             | порядок Ясноткоцветные                                      |                      |  |                                            |                                             | подсемейство Яснотковые                     |  |  |  |                    | вид Шандра пурпуровая |  |  |
|  | отдел Цветковые, или Покрытосеменные |  |                                                             |                                                             | семейство Яснотковые |  |                                            |                                             | род Шандра                                  |  |  |  |                    |                       |  |  |
|  | отдел Цветковые, или Покрытосеменные |  |                                                             |                                                             |                      |  |                                            |                                             |                                             |  |  |  |                    |                       |  |  |
|  |                                      |  | ещё 44 порядка цветковых растений (согласно Системе APG II) | ещё 44 порядка цветковых растений (согласно Системе APG II) |                      |  |                                            | ещё 7 подсемейств (согласно Системе APG II) | ещё 7 подсемейств (согласно Системе APG II) |  |  |  | ещё около 40 видов |                       |  |  |
|  |                                      |  |                                                             | ещё 44 порядка цветковых растений (согласно Системе APG II) |                      |  |                                            |                                             | ещё 7 подсемейств (согласно Системе APG II) |  |  |  |                    |                       |  |  |